# Blanca Inés Durán
Blanca Inés Durán Hernández (Bogotá, 16 de junio de 1971) es una ingeniera industrial de la Universidad de los Andes, con Maestría en Gobernanza y comunicación política de la Universidad George Washington.  Activista y política colombiana con más de 20 años de experiencia en el sector público en Bogotá y Colombia.

## Trayectoria
Realizó sus estudios superiores en la Universidad de Los Andes, egresando de ingeniería industrial. Estudio una Maestría en Gobernanza y Comunicación Política en la Universidad George Washington en los Estados Unidos y ha realizado diferentes cursos en formulación y evaluación de proyectos.
Estudiosa de la ciudad de Bogotá, le gusta el título de Bogotanóloga, puesto que ha recorrido la ciudad y estudiado sus problemas en diferentes niveles y desde diferentes cargos públicos. Primero como Alcaldesa de la localidad de Chapinero, luego Directora de Asuntos Locales de la Secretaría de Gobierno, Directora de la Defensoría del Espacio Público y recientemente Directora del Instituto Distrital De Recreación y Deporte, IDRD donde apoyó a las mujeres deportistas para que pudieran tener entornos seguros para practicar un deporte y rutas adecuadas de denuncia para los casos de violencia de género y acoso sexual.  
Dentro de sus actividades se destaca su labor como funcionaria pública en Bogotá donde ha ejercido varios cargos directivos con grandes resultados, el más reciente fue como Directora del Instituto Distrital para la Recreación y el Deporte de Bogotá, IDRD. Fue nombrada el 3 de enero de 2020 por parte de la alcaldesa Claudia López. En este cargo creó el programa Talento y Reserva para apoyar a los jóvenes deportistas de la ciudad y también creó los Juegos Distritales de la Juventud para identificar nuevos talentos. Hizo una apuesta por las mujeres deportistas contratando a las primeras entrenadoras de deportes tradicionalmente masculinos como boxeo y fútbol, creo que programas de formación para árbitras de fútbol y aumentó el número de mujeres deportistas apoyadas.
Anteriormente fue Directora de la Defensoría del Espacio Público y lanzó el primer corredor ecourbanístico de la ciudad, con la instalación de paraderos con techos verdes o techos con material vegetal, que prestan servicios ambientales como la descontaminación de material particulado y la absorción del excedente de agua lluvia.
El 19 de abril de 2008 asumió como Alcaldesa Local de Chapinero, cargo que ejerció hasta el 20 de enero de 2012, convirtiéndose en la primera política abiertamente lesbiana en ostentar dicho cargo en Bogotá y en el país.
En octubre de 2010 fue la primera mujer lesbiana en contraer matrimonio, gracias a la aprobación de la Corte Constitucional. Lo hizo en la Notaría 28 de Bogotá generando gran polémica, especialmente con el Procurador Nacional, Alejandro Ordoñez, quien calificó el hecho como vergonzoso.
Activista en favor de los derechos del colectivo LGBT y de los Derechos Humanos en Colombia, fue una de las fundadoras de Polo de Rosa, la organización LGBT del partido Polo Democrático Alternativo. Se ha desempeñado como consultora y asesora en diversas instituciones para el desarrollo social y comunitario.